# Корчинська Христина Василівна
Христина Василівна Корчинська, до шлюбу Федорак (нар. 29 грудня 1995, м. Коломия, Україна) — українська акторка.

## Життєпис
Народилася 29 грудня 1995 в Коломиї.
У 2016 році закінчила бакалавреат і пішла працювати в театрі «Золоті Ворота». В 2017 закінчила акторський факультет Київського національного університету театру, кіно і телебачення імені Івана Карпенка-Карого (майстерня Олега Шаварського).
З 2018 року працює в Київському національному театрі імені Івана Франка.

## Театральні роботи
Київський академічний театр «Золоті ворота»
Національний академічний драматичний театр імені Івана Франка

## Фільмографія
- 2019 — «Гуцулка Ксеня» — Марічка
- 2020 — «Спіймати Кайдаша» —  Свєтка, бухгалтерка в сільраді
- 2022 — «Яса»» — Дарка